# Municipio de Kinchil
El Municipio de Kinchil es uno de los 106 municipios del estado mexicano de Yucatán. Su cabecera municipal es la localidad homónima de Kinchil.

## Toponimia
El término Kinchil en lengua maya alude al dios Kinich. Sería literalmente, el lugar del dios Kinich.

## Colindancias
La cabecera municipal está a una distancia de 34 kilómetros de la ciudad de Mérida, capital del estado de Yucatán, en dirección suroeste. Limita con los siguientes municipios: al norte con Tetiz al sur con Maxcanú y Samahil, al oriente con Samahil y al poniente con el municipio de Celestún.

## Datos históricos
Este municipio, Lugar de dios Kinich perteneció al cacicazgo de Ah Canul en la época prehispánica.
- 1549: Es nombrado encomendero Gaspar Ruiz, con 150 indígenas tributarios.
- 1607: Recibe el cargo de encomendero Bartolomé Jiménez Tejada, con 169 indígenas a su cargo.
- 1700-1800: Tuvo como encomenderos a Pedro Castellanos y a Petrona Magaña Dorantes.
- 1825: A partir de este año, tras promulgarse la constitución de Yucatán, después de la independencia de Yucatán, Kinchil se incorporó al Partido del Camino Real Bajo, con cabecera en Hunucmá.
- 1837: Pasó a formar parte del Partido de Hunucmá, con cabecera en Mérida.
- 1918: Al entrar en vigor la Ley Orgánica de los Municipios del Estado de Yucatán, Kinchil se erige en cabecera del municipio.

## Economía
Las principales actividades productivas son el cultivo del henequén, habiendo sido parte integrante de la zona henequenera del estado, el cultivo del máiz y del frijol. También se cultiva la sandía.
Las actividades pecuarias son importantes para la región, particularmente la cría de bovínos y de porcinos. La avicultura también se practica en numerosas granjas que abastecen el mercado de la ciudad de Mérida.
Se producen también en el municipio artesanías, entre las que figuran la confección de ropa típica, cestería de palma, bejuco y carrizo.

## Atractivos turísticos
- En el municipio se encuentra la iglesia católica venerando al Cristo de las Ampollas que data del siglo XVI.
- Hay una exhacienda llamad San Antonio que fue dedicada al cultivo del henequén.
- El 24 de mayo se lleva a cabo la fiesta del Cristo de las Ampollas, santo patrono del pueblo.